# フランシス・ロードン＝ヘイスティングズ (初代ヘイスティングズ侯爵)

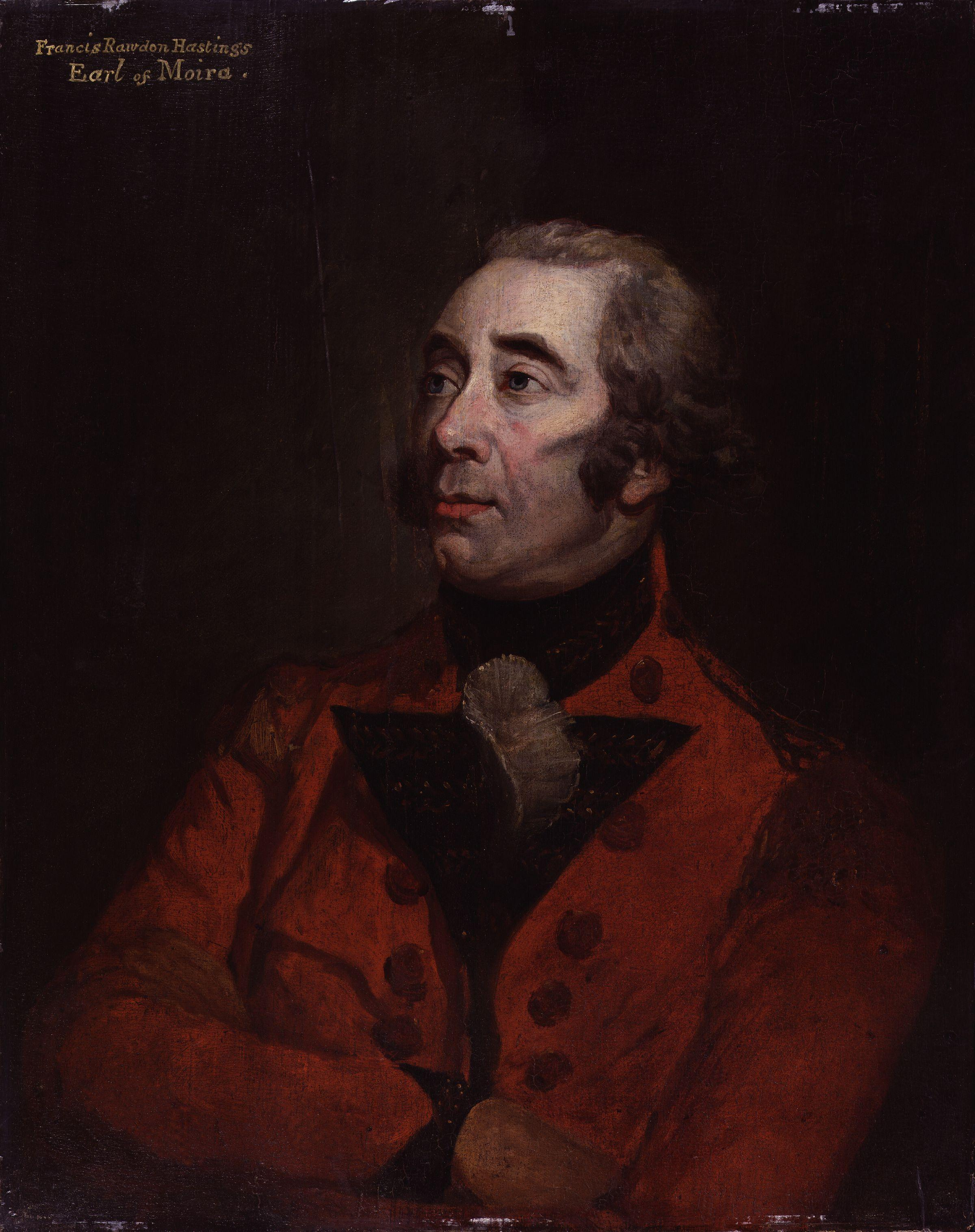
初代ヘイスティングズ侯爵フランシス・ロードン＝ヘイスティングズ

初代ヘイスティングズ侯爵フランシス・ロードン＝ヘイスティングズ（英語: Francis Rawdon-Hastings, 1st Marquess of Hastings, KG, PC, FRS, FSA、1754年12月9日 - 1826年11月28日）は、イギリスの政治家、陸軍軍人、貴族。
陸軍軍人としてキャリアを積んだ後、1813年から1823年までインド総督を務めた。ゴルカ戦争や第3次マラータ戦争を起こしてネパールやインド侵略を推し進めた。

## 経歴

### インド総督就任まで
1754年12月9日、アイルランド貴族初代ロードン男爵ジョン・ロードン(後にモイラ伯爵に叙される)とその妻エリザベス(初代ハンティンドン伯爵セオフィラス・ヘイスティングズの娘)の間の長男として生まれる。
ハーロー校を経てオックスフォード大学ユニバーシティ・カレッジで学ぶ。大学卒業後は陸軍軍人となり、アメリカ独立戦争でアメリカに出征した。1780年のキャムデンの戦いや1781年のホブカークスヒルの戦いに参加した。
1781年に一時帰国し、1783年までランダルストーン選挙区から選出されてアイルランド議会庶民院議員を務める。1782年に大佐に昇進し、再びアメリカへ出征した。国王ジョージ3世の副官(Aide-de-Camp)となる。しかしやがて病を患って本国に送還された。

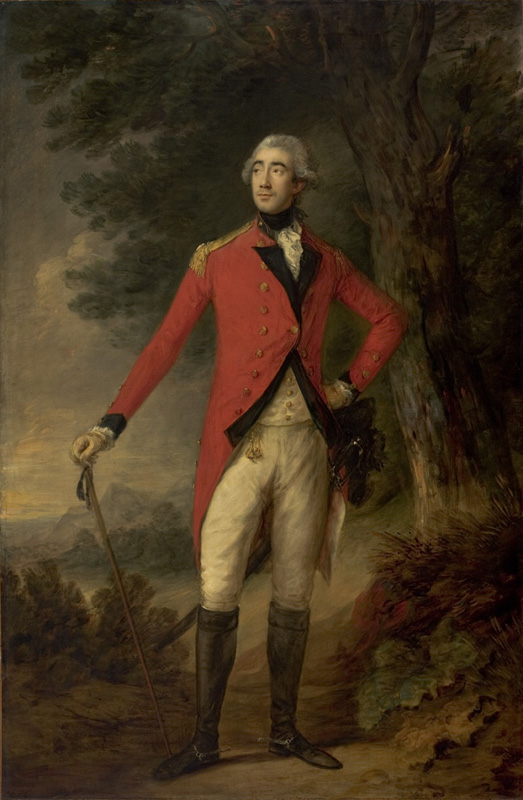
1783年から1784年頃にトマス・ゲインズバラによって描かれた絵画。

1783年3月4日にグレートブリテン貴族「ロードン男爵」に叙せられた。1787年には王立協会フェロー(FRS)となる。1790年には勅許を得て「ロードン＝ヘイスティングズ(Rawdon-Hastings)」に改正した。1793年に少将に昇進。同年に父が死去し、第2代モイラ伯爵位を継承した。また同年に考古学協会フェロー(FSA)に就任した。1798年には中将に昇進した。
1802年から1806年にかけてはスコットランド駐留軍最高司令官に就任。1803年に大将に昇進した。1806年に枢密顧問官に列する。1808年には母が死去し、ヘイスティングズ男爵やボトリー男爵を含む5つの爵位を継承した。1812年にはガーター勲章を受勲した。1790年から1813年にかけて。
1790年から1813年にかけてフリーメイソンのイングランド・首位グランドロッジのグランドマスター代理を務めた。また1806年から1808年にかけてはスコットランド・グランドロッジのグランドマスター代理を務めた。グランドマスターはジョージ皇太子だった。

### インド総督
摂政皇太子ジョージ(後のジョージ4世)と親密で、摂政皇太子の強い後押しを受けて、59歳の時の1813年11月にベンガル総督(インド総督)に就任した。この頃モイラ伯は浪費癖で借金まみれになっており、それに同情した友人の摂政皇太子が実りのいいインド総督の役職を彼に与えたのだった。
モイラ伯は着任して間もない1814年1月14日にもゴルカ（ネパール王国）に宣戦を布告し、ヒマラヤ山麓から侵攻を開始させた。1年余りで同国を征服し、領土割譲とイギリス人の常駐を認めさせる講和条約を締結させた。しかしその後ネパールはその条約への批准を拒否したため、モイラ伯は再びネパール侵攻を開始させ再度ネパール軍を壊滅させた。そして改めてネパールにスガウリ条約を締結させた（ゴルカ戦争）。この完全勝利にモイラ伯は本国議会両院から感謝状決議を受けた。1816年12月6日には連合王国貴族「ヘイスティングズ侯爵」、「ロードン伯爵(Earl of Rawdon)」、「ロードン子爵(Viscount Loudoun)」に叙せられた。
気を良くしたヘイスティングズ侯はさらにピンダリ（マラータ諸国に服属する盗賊団）討伐戦争を開始したい旨を東インド会社役員会に提案したが、役員会はそれをすれば不可避的にマラータ諸国と戦争になるとして反対の立場だった。しかし本国政府のインド庁長官ジョージ・カニングは遅かれ早かれマラータとの全面対決は不可避と見て、それを許可した。カニングのゴーサインを受けたヘイスティングズ侯はさっそく遠征準備を開始したが、それが完了する前にマラータ同盟のペーシュワー(世襲の宰相)が先制攻撃を仕掛けてきた。ヘイスティングズ侯は自ら最高司令官に就任し、これまでで最大となる12万の兵員を動員して反撃に打って出た。そしてマラータ同盟軍を各個撃破することに成功した。戦後、ヘイスティングズ侯はマラータ同盟を解体し、ここにイギリスの全インド征服が完了した(第3次マラータ戦争)。
ついで東南アジア進出を狙って、マラッカの首長からシンガポールを買収したり、シャム(タイ王国)に交易を求めて使節団を派遣するなどした。
内政面ではムガル帝国時代の灌漑システムを修理し、デリーに水が供給されるようにした事業が特筆できる。これは後に大灌漑システムに発展していく。
ヘイスティングズ侯はイギリス人が藩王に金を融資することを禁じる法律を廃止して、パーマ社にニザーム王国藩王に600万ルピーの融資を行うことを許したが、東インド会社役員会はこれに憤慨した。パーマ社の役員の中にモイラ伯爵と縁の深い者があったため、役員会は汚職と疑っていた。役員会は調査を開始し、ヘイスティングズ侯は召喚されかけたが、国王ジョージ4世の介入で召喚は阻止され、自ら総督職を辞することになった。
ついでに金融スキャンダルも浮上し、汚職政治家として悪名高くなった。A.トリパティはこの状況について「輝かしい勝利の記録は悲劇的な逸脱行為で色あせ、帝国への貢献は敵対的な批判の泡の中に消えた」と評した。

### インド総督退任後
1823年10月に本国へ帰国した。まだ借金が残っていたので翌1824年にはマルタ総督を引き受けたが、2年後の1826年11月28日に落馬事故で落命した。
爵位は長男のジョージが継承した。しかし遺産がろくにない状態で、不憫に思った東インド会社はジョージに2万ポンドを贈与している。

## 家族
1804年にスコットランド貴族第5代ロードン伯爵ジェイムズ・マレ＝キャンベルの娘で女子相続人のフローラ(第6代ロードン女伯爵)と結婚し、彼女との間に以下の6子を儲ける。
- 第1子(長女)フローラ・エリザベス・ロードン＝ヘイスティングズ（英語版） (1806-1839) - ケント公爵夫人ヴィクトリアの寝室女官
- 第2子(長男)フランシス・ジョージ・オーガスタス・ロードン＝ヘイスティングズ (1807) - 早世
- 第3子(次男)ジョージ・オーガスタス・フランシス・ロードン＝ヘイスティングズ (1808-1844) - 第2代ヘイスティングズ侯爵を継承
- 第4子(次女)ソフィア・フレデリカ・クリスティーナ・ロードン＝ヘイスティングズ (1809-1859) - 第2代ビュート侯爵ジョン・クライトン＝ステュアート（英語版）と結婚
- 第5子(三女)セリナ・コンスタンス・ロードン＝ハミルトン (1810-1867) - チャールズ・ヘンリーと結婚
- 第6子(四女)アデレイド・オーガスタ・ラヴィニア・ロードン＝ヘイスティングズ (1812-1860) - 第7代準男爵サー・ウィリアム・マレーと結婚